# Switch Girl!!
Switch Girl!! (スイッチガール！！) est un shōjo manga écrit et dessiné par Natsumi Aida. Il a été prépublié entre août 2006 et janvier 2014 dans le magazine Margaret de l'éditeur Shūeisha et a été compilé en un total de vingt-cinq tomes. La version française est éditée en intégralité par Delcourt entre avril 2009 et octobre 2014.
Une adaptation en drama de deux saisons de huit épisodes chacune a été diffusé sur Fuji TV Two entre décembre 2011 et janvier 2013.

## Synopsis
Nika Tamiya est une lycéenne charismatique de son lycée, admirée de tous. Mais elle cache une autre personnalité, bien moins charismatique... Sa chambre est égale à une porcherie, elle se balade en sous-vêtements chez elle, sans maquillage, etc. Il s'agit des modes ON et OFF. Mais tout va changer quand un mystérieux garçon dont elle va tomber amoureuse découvre son mode OFF. Seule sa meilleure amie connaissait son secret.

## Personnages
Nika Tamiya (田宮 仁香, Tamiya Nika)
Elle a 17 ans et est née un 31 juillet. Elle est en Première E avec Arata, Sâto, Kâto, Bino et Nino, sa meilleure amie qu'elle connait depuis la maternelle. Elle est aussi connue dans les lycées alentour pour son charisme de jolie fille aux cheveux bouclés. Elle a un caractère bien trempé. Elle a de bonnes notes en gym, arts, musique et travaux manuels, mais elle se distingue par ses notes largement en dessous de la moyenne dans les autres matières... Elle a un caractère décidé et un fort sens de la justice. Lorsque Nika rencontre un garçon, elle ne peut s'empêcher de lui trouver des défauts. Elle possède un mode ON et un mode OFF. Elle aime profondément Arata, qui lui l'aime aussi malgré son mode OFF.
- Le mode ON : Lorsque Nika entre en mode ON, tout est parfait chez elle : son maquillage, son uniforme, et même son aura charismatique... C'est la célébrité du lycée. Très belle, ses copines l'admirent profondément (sauf Nino qui connaît son mode OFF).

- Le mode OFF : Elle se métamorphose dès qu'elle rentre chez elle. Son plaisir est de grignoter des aliments salés en lisant des mangas allongée sur son lit. Elle est paresseuse, négligé toujours avec des habits et une coiffure bizarre par rapport à son mode ON et sa chambre est toujours en désordre. Ses aliments favoris sont les tripes (de bœuf, de porc, mais aussi de poisson) ou les produits secs et salés (le shiokara ou encore le kusaya).

Arata Kamiyama (神山 新, Kamiyama Arata)
Arata est né un 8 mai et est âgé de 17 ans. Il habite dans le même immeuble que Nika, au 4e étage. C'est un élève brillant, même pour les travaux pratiques, il est dans la même classe que Nika et Nino. Il cache son visage derrière de longues mèches et des grosses lunettes épaisses, d'où son aspect mystérieux. Il ne sait pas bien s'exprimer, est plutôt silencieux (sauf quand il se moque de Nika) et taciturne. Il possède lui aussi un mode ON et un mode OFF, mais c'est tout le contraire de Nika. S'il enlève ses lunettes, toutes les filles lui courent après... Il sortira avec Nika mais ne va pas vraiment exprimer ses sentiments vu son caractère taciturne...
Ninohara (ニノ原) (Ryoko Ninohara)
Nino est la meilleure amie de Nika depuis la maternelle. Elle a aussi 17 ans et est née un 20 mai. Elle est en Première E avec Nika et Arata. Elle a toujours été avec Nika et connaît tout d'elle (et ses 2 modes...). Elle est plutôt réfléchie, et l'on peut dire qu'elle est une des personnes les plus intelligentes du manga avec Arata et Binotocard... Elle fera la rencontre de Masamune Hirota qui tombera amoureux d'elle. Ce sentiment n'est pas réciproque, pour l'instant, car elle pense être amoureuse de Ken (Kennichiro, tome 15), ce qui va briser le cœur du pauvre Masamune, mais heureusement, à la suite de vacances à la mer avec Nika, Arata, Meika, Ken et Masamune, Nino va réaliser ce qu'elle ressent vraiment et sortira avec Masamune (tome 17) On apprend son nom au tout dernier tome.
Queen Guenon (Reika Jogasaki)
Queen est une jeune fille de 17 ans, qui règne sur la Première D (classe voisine de celle de Nika) et pratiquement toute la classe lui obéit et la surnomme "le Boss". Son vrai nom n'est pas encore connu. Elle essaye par tous les moyens de faire tomber Nika dans des pièges, mais cela échoue à chaque fois. Elle se révèle pourtant être une jeune fille sensible et attentionnée, généreuse envers les autres. Queen est malheureusement si admirative vis-à-vis de Nika qu'elle en fait sa rivale et prétend la détester plus que tout. Queen aimerait pourtant être aussi naturelle et charismatique qu'elle. Elle tombera amoureuse du professeur d'arts plastiques, Monsieur Someya.
Il est révélé plus tard (tome 18) qu'elle s'appelle en réalité Reika Jogasaki.
Masamune Hirota (広田 正宗, Hirota Masamune)
Masamune a 17 ans et est né un 15 juin. Il est en classe de Première au lycée de Shibuya Sud. Il a confiance en lui et fait ce qu'il dit. Il se débrouille bien et sait profiter de la situation. Ayant appartenu à une sorte de gang, il a un fort sens du territoire et possède un large réseau d'ami. Avant sa rencontre avec Nika, c'est un personnage fourbe et manipulateur mais il finira par changer au contact de Nika et Arata. Il tombera même amoureux de Nino pour qui il va vouer une véritable admiration. Il finira par sortir avec elle. (tome 17)
Meika Kizaki
Meika est une jeune fille de 16 ans. Sous ses apparences de jeune fille adorable, elle cache en fait une personnalité très extravertie et quelque peu manipulatrice. Elle adore sortir avec des garçons et se servir d'eux. Elle s'entend très bien avec Masamune.
Et par la suite elle s'entendra bien avec Nika.
Kimoto (Binoclard/Binotocard/Bino)
C'est le deuxième élève de la classe de Nika à posséder des lunettes. Il était jaloux d'Arata qui lui avait en quelque sorte volé son statut de binoclard de la classe. Mais après qu'Arata l'a sorti du pétrin pendant l'histoire de la pièce de théâtre, Binoclard le voit comme un dieu vivant sur Terre. Et depuis il ne fait que suivre Arata partout et être tout le temps colle a lui en étant aussi a sa botte. Il se peut que Bino ait des sentiments pour Arata.
Monsieur Keiji Someya (染谷 慶次, Someya Keiji)
Il est professeur d'arts au lycée de Nika et est un ancien élève de ce même lycée. Il essaiera de séparer Arata et Nika... sans succès. Queen Guenon va tomber amoureuse de lui. Il paraît ne pas l'aimer mais il ne veut pas lui attirer d'ennuis et prend donc son rôle de prof au sérieux. Someya et Queen Guenon se mettent d'accord sur le fait d'attendre la fin du lycée pour Reika avant de commencer une histoire. Scellant sa promesse, Someya lui offre une bague
Tsukiko Tachibana, Tora, Hyo
Les trois filles d'Osaka. Elles apparaissent pour la toute première fois dans le tome 13 de la série. Tsukiko, leader du groupe, rencontre Nika lors de son voyage
scolaire et ne tardera pas à devenir une rivale redoutable pour elle et ses amis. Par la suite elle se révélera être une amie loyale à Nika en l'aidant notamment
lors du kidnapping des inséparables Kato et Sato.
Rika Tamiya (田宮 リカ, Tamiya Rika)
Rika est la grande sœur de Nika et a 19 ans. Elle est aussi ce qu'on appelle une Switch Girl. Ce qui la différencie de Nika, ce sont ses cheveux un peu plus courts, et son pyjama est bleu en mode OFF.
Chizuru Tamiya (田宮 千鶴, Tamiya Chizuru)
Mère de Nika, elle a 47 ans. Elle ne tient son mode ON que quelques minutes. Et dès que ce sont les soldes au super marché ou dès qu'il y a des offres, la mère et les filles ne peuvent s’empêcher de courir pour se précipiter dessus !!!
Kenji Tamiya (田宮 賢治, Tamiya Kenji)
Père de Nika, il a 48 ans. Il s'efface devant le caractère de Chizuru et est fatigué par son travail de bureau et sa tribu de femmes à la maison... Ses principales qualités sont sa douceur et sa bonté.

## Manga
La série, écrite et dessinée par Aida Natsumi, a débuté le 19 août 2006 dans le magazine Margaret. Le premier volume relié est publié le 25 janvier 2007 par Shūeisha. En janvier 2013, l'auteure annonce que la série entre son dernier arc. Le vingt-cinquième et dernier tome est finalement sorti en février 2014. Un data-book ainsi qu'un Comic Essai sont sortis le 3 décembre 2010,.
La version française est éditée par Delcourt. Le data-book est sorti le 8 février 2012. La série est également éditée en Allemagne par Tokyopop et en Italie par Star Comics.

### Liste des volumes
| no | Japonais          | Japonais          | Français          | Français          |
| no | Date de sortie    | ISBN              | Date de sortie    | ISBN              |
| -- | ----------------- | ----------------- | ----------------- | ----------------- |
| 1  | 25 janvier 2007   | 978-4-08-846132-8 | 15 avril 2009     | 978-2-7560-1511-8 |
| 2  | 25 mai 2007       | 978-4-08-846171-7 | 10 juin 2009      | 978-2-7560-1523-1 |
| 3  | 25 septembre 2007 | 978-4-08-846210-3 | 19 août 2009      | 978-2-7560-1524-8 |
| 4  | 25 décembre 2007  | 978-4-08-846243-1 | 14 octobre 2009   | 978-2-7560-1763-1 |
| 5  | 25 avril 2008     | 978-4-08-846286-8 | 2 décembre 2009   | 978-2-7560-1764-8 |
| 6  | 25 août 2008      | 978-4-08-846323-0 | 10 février 2010   | 978-2-7560-1765-5 |
| 7  | 25 novembre 2008  | 978-4-08-846354-4 | 12 mai 2010       | 978-2-7560-2014-3 |
| 8  | 25 février 2009   | 978-4-08-846384-1 | 30 juin 2010      | 978-2-7560-2015-0 |
| 9  | 25 juin 2009      | 978-4-08-846418-3 | 15 septembre 2010 | 978-2-7560-2122-5 |
| 10 | 23 octobre 2009   | 978-4-08-846455-8 | 10 novembre 2010  | 978-2-7560-2253-6 |
| 11 | 25 février 2010   | 978-4-08-846494-7 | 9 février 2011    | 978-2-7560-2496-7 |
| 12 | 25 mai 2010       | 978-4-08-846525-8 | 11 mai 2011       | 978-2-7560-2577-3 |
| 13 | 24 septembre 2010 | 978-4-08-846565-4 | 17 août 2011      | 978-2-7560-2631-2 |
| 14 | 3 décembre 2010   | 978-4-08-846604-0 | 9 novembre 2011   | 978-2-7560-2632-9 |
| 15 | 25 mars 2011      | 978-4-08-846629-3 | 8 février 2012    | 978-2-7560-2864-4 |
| 16 | 20 avril 2011     | 978-4-08-846639-2 | 16 mai 2012       | 978-2-7560-3099-9 |
| 17 | 23 septembre 2011 | 978-4-08-846697-2 | 4 juillet 2012    | 978-2-7560-3298-6 |
| 18 | 25 janvier 2012   | 978-4-08-846735-1 | 14 novembre 2012  | 978-2-7560-3299-3 |
| 19 | 25 mai 2012       | 978-4-08-846774-0 | 13 mars 2013      | 978-2-7560-3630-4 |
| 20 | 25 octobre 2012   | 978-4-08-846840-2 | 12 juin 2013      | 978-2-7560-3631-1 |
| 21 | 25 janvier 2013   | 978-4-08-846876-1 | 11 septembre 2013 | 978-2-7560-3693-9 |
| 22 | 24 mai 2013       | 978-4-08-845041-4 | 4 décembre 2013   | 978-2-7560-4817-8 |
| 23 | 25 septembre 2013 | 978-4-08-845094-0 | 9 avril 2014      | 978-2-7560-5244-1 |
| 24 | 24 janvier 2014   | 978-4-08-845156-5 | 11 juin 2014      | 978-2-7560-5756-9 |
| 25 | 25 février 2014   | 978-4-08-845166-4 | 15 octobre 2014   | 978-2-7560-6086-6 |

## Drama
Une première saison a été diffusée sur Fuji TV Two du 24 décembre 2011 au 18 février 2012 avec Mariya Nishiuchi dans le rôle de Nika Tamiya. Une seconde saison a ensuite été diffusée du 7 décembre 2012 au 25 janvier 2013.
Dans les pays francophones, la première saison a été diffusée à Japan Expo 2012 ainsi que sur KZTV, et les deux saisons sont diffusées sur ADN,. Elles sont également éditées en DVD par Kazé,.